# (18171) Romaneskue
(18171) Romaneskue (2000 QB5) – planetoida z pasa głównego asteroid okrążająca Słońce w ciągu 3,69 lat w średniej odległości 2,38 j.a. Odkryta 24 sierpnia 2000 roku.